# Palau de les Arts Gràfiques
El Palau de les Arts Gràfiques és un pavelló de l'Exposició Internacional de 1929 a la muntanya de Montjuïc, catalogat com a bé cultural d'interès local. Actualment, és la seu del Museu d'Arqueologia de Barcelona.

## Història i descripció
Va ser construït entre 1927 i 1929 segons el projecte de l'arquitecte Pelai Martínez i Paricio, que comptà amb la col·laboració de Raimon Duran i Reynals.

## Descripció
És un edifici de planta aproximadament triangular, que s'organitza al voltant d'un nucli hexagonal cobert amb una cúpula. Els dos braços del triangle que flanquegen la façana principal tenen al davant unes lògies amb arcs de mig punt sostinguts per columnes toscanes. Tot el conjunt és un excel·lent exemple del classicisme de línia brunelleschiana, amb els paraments estucats en blanc i els elements estructurals i ornamentals recoberts amb terracuita, solució practicada per alguns arquitecte als anys vint.